# 夏惲
夏 惲 （か うん、生没年不詳）は、後漢時代末期の宦官。『後漢書』宦者列伝を中心に記録がある。

## 生涯
霊帝の時代、張譲と趙忠が権勢を振るった時代に、中常侍に任命された12名の宦官の一人である。十常侍と呼ばれる。皇帝の寵愛を受け、列侯され、子弟を地方官に任命させて私腹を肥やした。黄巾の乱が勃発すると、郎中の張鈞は十常侍を乱の元凶として弾劾し、斬るよう上奏したが、皇帝に容れられなかった。
宦官の呂強は、党人を許して宦官の子弟を官から退かせるべきだと主張したが、夏惲は趙忠と共に呂強を謀反の罪で誣告し、霊帝に疑われた呂強が憤死すると、その子弟をも誣告し財産を没収させた。
189年、霊帝が没し、外戚の何氏と董氏とが対立した際に、大将軍何進が董太后を弾劾した上奏文において、董太后は故の中常侍の夏惲と封諝とを使って私腹を肥やしていた、とあり、夏惲が董太后とつながりの深い宦官であったことと、189年の時点で既に死去していたことが確認できる。
吉川英治の小説『三国志』では、「夏輝（か き）」と表記されている。

## 参考資料
- 後漢書/卷78（中国語版ウィキソース）
- 後漢書/卷10下 （中国語版ウィキソース）